# Bruciel
Bruciel est une application gratuite créée par Michel De Beule.

## Présentation
Elle permet la représentation par géolocalisation en double de la Région de Bruxelles-Capitale à partir de photographies aériennes de 1930 à aujourd'hui. Elle a vu le jour en 2013 à l’initiative de la Direction études et planification puis a été reprise par le Service Public Régional Bruxelles Développement Urbain de la Direction des Monuments et Sites comme un outil interactif.

## Contenu
L'application rassemble plusieurs milliers de clichés photographiques issus de collections privées ou publiques, d'époque couvrant l'ensemble de la Région de Bruxelles Capitale depuis le ciel. Le principe est le même que Google Earth en zoomant et dézoomant sur les 19 communes de la capitale. Les cartographies multiples permettent ainsi une vision explicative des évolutions urbaines successives de la ville, tant historiques que résidentielles, économiques ou mobile,.

## Photographies
Une grande partie des photos proviennent de plusieurs collections dont celle de Belfius, de l'IRPA, des Travaux publics et de la STIB et SNCB. Les photos datant de 1944 ont été fournies conjointement par les archives de l’US Air Force et de la Royal Air Force, conservées au National Collection of Aerial Photography située à Édimbourg. Les photos datant des années 1980 proviennent entre autres de la collection de l’Inventaire de l’Architecture Industrielle. 